# Busserotte-et-Montenaille
Busserotte-et-Montenaille è un comune francese di 34 abitanti situato nel dipartimento della Côte-d'Or nella regione della Borgogna-Franca Contea.

## Società

### Evoluzione demografica
Abitanti censiti